# Tiribazos
Tiribazos – początkowo perski satrapa zachodniej Armenii, później następca Titraustesa na urzędzie satrapy Lidii.
Został przekonany przez Antalkidasa, by wesprzeć Spartan podczas wojny korynckiej, jednak w 392 p.n.e. został zastąpiony przez Strutasa. W 388 p.n.e. powrócił do swej satrapii i doprowadził do zawarcia pokoju kończącego wojnę koryncką. W 386 p.n.e. powierzono mu dowództwo floty przeciwko królowi Cypru, Ewagorasowi. W 385 p.n.e., pomimo zwycięstwa nad Ewagorasem, został uwięziony. Następnie jednak oczyszczono go z zarzutów i jego pozycja na dworze króla Artakserksesa nawet wzrosła. Obiecano mu rękę córki króla, Ametris, jednak później Artakserkses złamał obietnicę. Tribazos zawiązał spisek na życie władcy, jednak został on udaremniony. Został zabity przez jednego z gwardzistów oszczepem.